# Karetu
Karetu est une localité de la région du Northland située dans l’Île du Nord de la Nouvelle-Zélande.

## Situation
La ville de Kawakawa est située à l’ouest, et celle de Waikare est au nord-est. 
La rivière Karetu s’écoule à partir de la  «forêt de Russell » au sud-est en passant à travers la ville de Karetu, et rejoint le fleuve Kawakawa peu avant qu’il ne se déverse dans la baie des îles  , .

## Toponymie
Le nom en langue Māori est un mot pour l’Hierochloe redolens, une plante grasse, d’odeur douce, utilisée dans des sachets et pour faire des guirlandes .

## Éducation
L’école de « Karetu School» est une école primaire mixte avec un taux de décile de 3, allant de l'année 1 à 8, avec un effectif de 52 élèves . L’école fut fondée en 1886 . 